# Worcester Castle

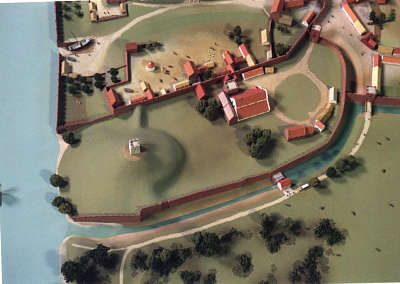
Rekonstruktion von Worcester Castle, wie es 1250 war (Worcester City Museums).

Worcester Castle war eine normannische Festung in Worcester in der englischen Grafschaft Worcestershire. Urse d'Abetot ließ sie auf Geheiß von Wilhelm dem Eroberer in den Jahren 1068 und 1069 anlegen. Die Motte lag auf der Südseite der angelsächsischen Siedlung, teilweise auf dem Gelände der Kathedrale. Königliche Burgen gehörten dem König persönlich und wurden in seinem Auftrag von einem ernannten Konstabler verwaltet. In Worcester wurde diese Aufgabe von der Familie Beauchamp erfüllt und dort vom Vater an den Sohn vererbt. So hatten sie stets Kontrolle über die Burg und in der Stadt eine beträchtliche Macht. Die Burg spielte in den Kriegen des 12. und beginnenden 13. Jahrhunderts eine wichtige Rolle, z. B. in der Anarchie und im ersten Krieg der Barone.
1217 entschied sich die Regierung unter König Heinrich III. die Macht der Beauchamps zu brechen und die fortlaufende militärische Bedrohung, die die Burg darstellte, zu reduzieren, indem sie den größten Teil der Vorburg an die Kathedrale zurückgab. Ohne funktionierende Vorburg hatte die Burg keinen militärischen Wert mehr, spielte aber im zweiten Krieg der Barone in den 1260er-Jahren noch eine kleine Rolle. Anfang des 13. Jahrhunderts baute man ein Gefängnis in Worcester Castle und so blieb die Burg bis ins 19. Jahrhundert das Grafschaftsgefängnis von Worcestershire. Dann baute man ein neues Gefängnis auf der Nordseite der Stadt, riss die alte Burg ab und überbaute sie. Heute ist mit Ausnahme des Edgar's Tower nichts mehr von der Burg erhalten. An Stelle des früheren Eingangs zur Burg steht heute das Torhaus der Kathedrale.

## Geschichte

### 11. Jahrhundert
Worcester Castle wurde nach der normannischen Eroberung Englands in der angelsächsischen Siedlung Worcester errichtet. Es wurde in den Jahren 1068 und 1069 auf Befehl Wilhelms des Eroberers zusammen mit etlichen anderen königlichen Burgen in größeren römischen und angelsächsischen Siedlungen in ganz England gebaut. Die Motte war aus Holz gebaut, sowohl südlich als auch nördlich des Mounds befanden sich Vorburgen. Spätere Quellen weisen aus, dass der Mound oben eine Kreisfläche von etwa 5,5 Metern Durchmesser hatte. Die Burg lag gut zu verteidigen am Ostufer des Severn in der Südwestecke des Bezirks und nutzte die Mauern und Gräben der alten Burh. Urse d'Abetot wurde zum Sheriff of Worcester und Konstabler der neuen Burg ernannt.
Worcester Castle war eine Stadtburg, die innerhalb der vorhandenen Siedlung gebaut wurde. Für viele derartige Burgen mussten Privathäuser abgerissen werden, aber in Worcester war besonders bemerkenswert, dass die Vorburg in den Friedhof der Kathedrale eingriff. Es ist nicht bekannt, ob der Friedhof damals noch genutzt wurde, aber diese Entweihung führte dazu, dass Ealdred, der Erzbischof von York, der ausgedehnte Interessen in Worcester hatte, sich über die Landnahme beschwerte und Urse d'Abetot förmlich verfluchte.

### 12. und 13. Jahrhundert

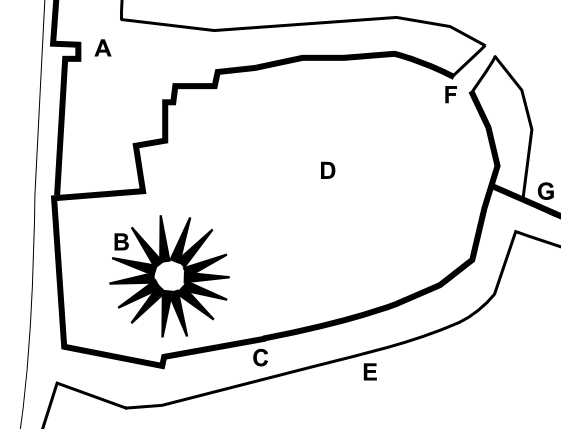
Grundriss der Burg vor 1217: A – Wassertor; B – Mound; C – Burggraben; D – Vorburg; E – Froschmühle; F – Torhaus; G – Stadtmauer

Worcester Castle blieb eine königliche Burg, aber innerhalb weniger Jahre wurden die Ämter des Sheriffs und des Konstablers in der Familie Beauchamp, den Nachfolgern von Urse d'Abetot, erblich. D'Abetots Sohn Roger erbte sie; ihm folgte Walter de Beauchamp nach, der d'Abetots Tochter heiratete, dann William de Beauchamp. Die Burg wurde effektiv von den Beauchamps betrieben, größtenteils unabhängig vom König. Obwohl sie so Worcester Castle kontrollierten, bevorzugten die Beauchamps das 20 km entfernte Elmley Castle als Hauptwohnsitz. 1113 wurde Worcester von Walisern angegriffen, die in die Vorburg einbrachen und die dortigen Gebäude in Brand setzten. Die hölzerne Burg wurde zerstört und musste neu aufgebaut werden, wiederum in Holz.
Ende der 1130er-Jahre brach in England ein Bürgerkrieg, die Anarchie, aus, in dem sich die Fraktionen von König Stephan und Kaiserin Matilda um die Vorherrschaft im Reich stritten. Worcestershire entwickelte sich zum Hauptschlachtfeld in diesem Krieg. Der erste Angriff auf Worcester selbst erfolgte Ende 1139, als eine Armee des Hauses von Anjou aus Gloucestershire die Stadt angriff. Nach einem erfolglosen Versuch, die Burg auf der Südseite der Stadt einzunehmen, marschierte die Armee aus Gloucestershire von Norden in die Stadt ein, plünderte sie und brannte sie nieder. In der Folge schlug sich Walter de Beauchamp auf die Seite von Matilda. Worcester wurde eine Zeitlang Basis für Stephans Truppen und König Stephan ließ Walter de Beauchamp als Konstabler gegen Walram von Beaumont austauschen. Später wurden Stadt und Burg von Robert von Gloucester wieder für Kaiserin Matilda beansprucht. Als Antwort darauf stürmte König Stephan erstmals 1148 die Stadt und griff sie dann 1150, kurz vor dem Ende des Konfliktes, erneut an. Als Teil dieser Operationen ließ König Stephan in der Nähe zwei Belagerungsfestungen errichten, die auch Worcester Castle selbst enthalten sollten, die eine auf dem Henwick Hill, die andere auf dem Red Hill. Nach dem Bürgerkrieg wurde Walter de Beauchamp schließlich von König Heinrich II., dem Sohn von Kaiserin Matilda, als Konstabler von Worcester Castle bestätigt.
Ende des 13. Jahrhunderts kontrollierte William de Beauchamp, der Enkel von Walter de Beauchamp, die Burg für den König. Im 12. Jahrhundert gab es einen Trend in England, Burgen aus Holz und Erde durch solche aus Stein zu ersetzen, und 1204 befahl König Johann Ohneland dem Sheriff von Worcester, das Torhaus, „das jetzt aus Holz ist, durch guten und schönen Stein“ zu ersetzen. Die Arbeiten für Johann Ohneland kosteten £ 25 und waren nur ein Teil der in dieser Zeit durchgeführten Verbesserungen: Z.B. verwandte man 1183 £ 12 auf den Erhalt der Burg, während man 1192 £ 5 4 s auf Gebäude im Inneren verwendete und 1203 für Arbeiten an den Stallungen £ 6 3 s.

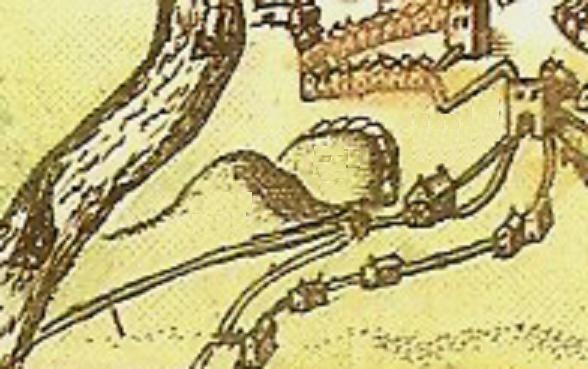
John Speeds Abbildung des Mounds (links) und der Vorburg (rechts) aus dem Jahr 1610

1215 brach erneut ein Bürgerkrieg, der erste Krieg der Barone, diesmal zwischen den König Johnann Ohneland ergebenen Kräften und rebellischen Baronen, unterstützt von Prinz Ludwig von Frankreich aus. König Johann eignete sich 1214 die Burg an und William de Beauchamp schlug sich 1216 auf die Seite der Rebellen. König Johann antwortete darauf mit der Entsendung von Truppen, die die Burg angriffen und sie wieder für den König einnahmen. Trotz Johann Ohnelands Tod tobte der Krieg weiter, bis Truppen, die Johanns minderjährigem Sohn Heinrich III. loyal waren schließlich 1217 einen Sieg über die Rebellen errangen.
In der Zwischenzeit war der Disput aus dem 11. Jahrhundert über den Friedhof der Kathedrale unvermindert weitergeführt worden und 1217 entschloss sich die Regierung Heinrichs III., anzukündigen, dass das strittige Gelände der Kathedrale zugesprochen würde. Eine Kommission traf sich, um festzulegen, wie das Land genau aufzuteilen sei, und man einigte sich darauf, dass die Grenze mitten durch die Vorburg laufen sollte. Der äußere Teil wurde der Kathedrale zurückgegeben, wodurch der Rest der Burg für militärische Zwecke unbrauchbar wurde. So machte sich König Heinrich bei der Kirche beliebt und brach die Macht der Beauchamps in der Stadt, indem er ihre örtliche Festung verkrüppelte.
Dennoch blieb die Burg noch eine Zeitlang in Gebrauch, auch, weil sich das Grafschaftsgefängnis von Worcestershire im äußeren Burghof befand. Erstmals wurde ein solches Gefängnis 1221 urkundlich erwähnt; dort ist vermerkt, dass ein Portier auch als Gefängniswärter diente. Das Gefängnis scheint im Mittelalter aus Holz errichtet worden zu sein. Ausbrecher blieben ein Problem. Einige wurden in den 1220er-Jahren vermerkt und im zweiten Krieg der Barone wurde Worcester eingenommen und alle Gefangenen entlassen. Später im selben Krieg wurde König Heinrich III. von Simon de Montfort dort eine Zeitlang eingesperrt. Die Burg diente auch als ein Standort des Grafschaftsgerichtes von Worcestershire und für die Wahl örtlicher Beamter.

### 14. – 19. Jahrhundert

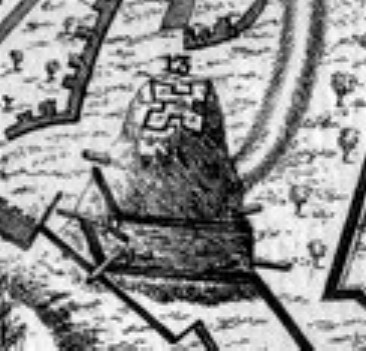
Worcester Castle 1651 mit Schanze oben auf dem Mound

Die Sheriffs von Worcestershire kontrollierten weiterhin die Burg als Konstabler und der Besitz wurde innerhalb der Beauchamps und dann auf die Earls of Warwick vererbt, bis Richard Neville, 16. Earl of Warwick, auch bekannt als „Königsmacher“, 1471 in den Rosenkriegen starb. Der siegreiche Eduard IV. teilte die zahlreichen Ländereien, die Neville besessen hatte, auf und gab die Burg an seinen Sohn, was die Verbindung zwischen Worcester und dem Earldom von Warwick stärkte. Die letzten Konstabler wurden in den 1540er-Jahren ernannt, dann wurde die Praxis der Ernennung von Konstablern gänzlich eingestellt. Aus den Mauern der Burg wurden Bausteine entnommen, der Mound diente der Haltung von Vieh und nur das Grafschaftsgefängnis des Sheriffs blieb unangetastet. Der Geschichtswissenschaftler John Leland notierte in den 1540er-Jahren, dass die Burg „nun völlig abgerissen“ war und dass der Mound immer noch von beeindruckender Größe, aber stark überwachsen, war. Ein Torhaus, Edgar's Tower genannt, wurde von der Kathedrale an Stelle des früheren Torhauses der Burg gebaut, um den Eingang zur früheren Vorburg zu überwachen.
1628 verlehnte die Krone das Burggelände an Giles Clutterbuck. Der örtliche niedere Adel beschwerte sich darüber, was zu einer Gerichtsverhandlung führte, in der das Burggelände der Grafschaft zugesprochen wurde. 1642 rutschte England in den englischen Bürgerkrieg zwischen den royalistischen Unterstützern Karls I. und denen des Parlamentes. Die Stadtmauern von Worcester wurden verstärkt und eine Schanze oder kleines Fort oben auf dem Mound von Worcester Castle errichtet.
Nach dem Krieg wurde die Burg weiterhin als Grafschaftsgefängnis genutzt und 1653 wurde ein neues Gefängnis aus Stein und Ziegeln auf dem Burggelände errichtet. In den 1770er-Jahren inspizierte der Gefängnisreformer John Howard das Gefängnis und kritisierte die Einrichtung stark. Insbesondere beschwerte er sich über das Kellerverlies, das man über eine Flucht von 26 Stufen erreichen konnte. Der Raum war kreisrund mit einem Durchmesser von 5,5 Metern und durch ein eisernes Gatter gesichert. Worcester ließ für £ 3431 (£ 364.000 umgerechnet auf 2009)  umfangreiche Arbeiten nach diesem Bericht ausführen und 1788 hatte das Gefängnis 18 neue Zellen für Männer und 2 für Frauen zusätzlich zum Kellerverlies und der Krankenstation. Dennoch barg es bei Howards Inspektion 74 Insassen, wobei jeweils zwei Insassen sich üblicherweise eine Zelle teilten und zusammen auf dem Boden schliefen. Wie andere Gefängnisse in dieser Zeit wurde auch Worcester Castle als Privatunternehmen betrieben, in diesem Falle vom örtlichen Metzger, der £ 150 pro Jahr (£ 15.400 umgerechnet auf 2009) für den Betrieb der Einrichtung erhielt. Es ist bekannt, dass das Gefängnis unter Ausbrüchen von Gefängnisfieber litt, was das Leben eines örtlichen Arztes, der die Einrichtung besuchte, kostete.
Ein neues Gefängnis wurde 1814 mit einem moderneren System radialer Flügel errichtet, was £ 20.000 (£ 1,1 Mio. umgerechnet auf 2009) kostete. Es entstand auf der Nordseite der Stadt, während die Straße an der Burg Castle Street benannt wurde. Der Dekan und das Kapitel der Kathedrale von Worcester erwarben das alte Gefängnis 1823. Die Vorburg wurde College Green genannt und war durch Edgar's Tower zugänglich. Der Mound wurde zwischen 1823 und 1846 langsam abgetragen.